# Ier siècle av. J.-C. en architecture
IIe siècle av. J.-C. en architecture - Ier siècle av. J.-C. - Ier siècle en architecture
Cet article concerne les événements concernant l'architecture qui se sont déroulés durant le Ier siècle av. J.-C.

## Publications
- Vers 25 av. J.-C. : Vitruve compose De architectura[1], un traité d'architecture et de construction de machines.

## Réalisations
- Vers 90 av. J.-C. : construction du temple de la Sibylle à Tivoli[2].

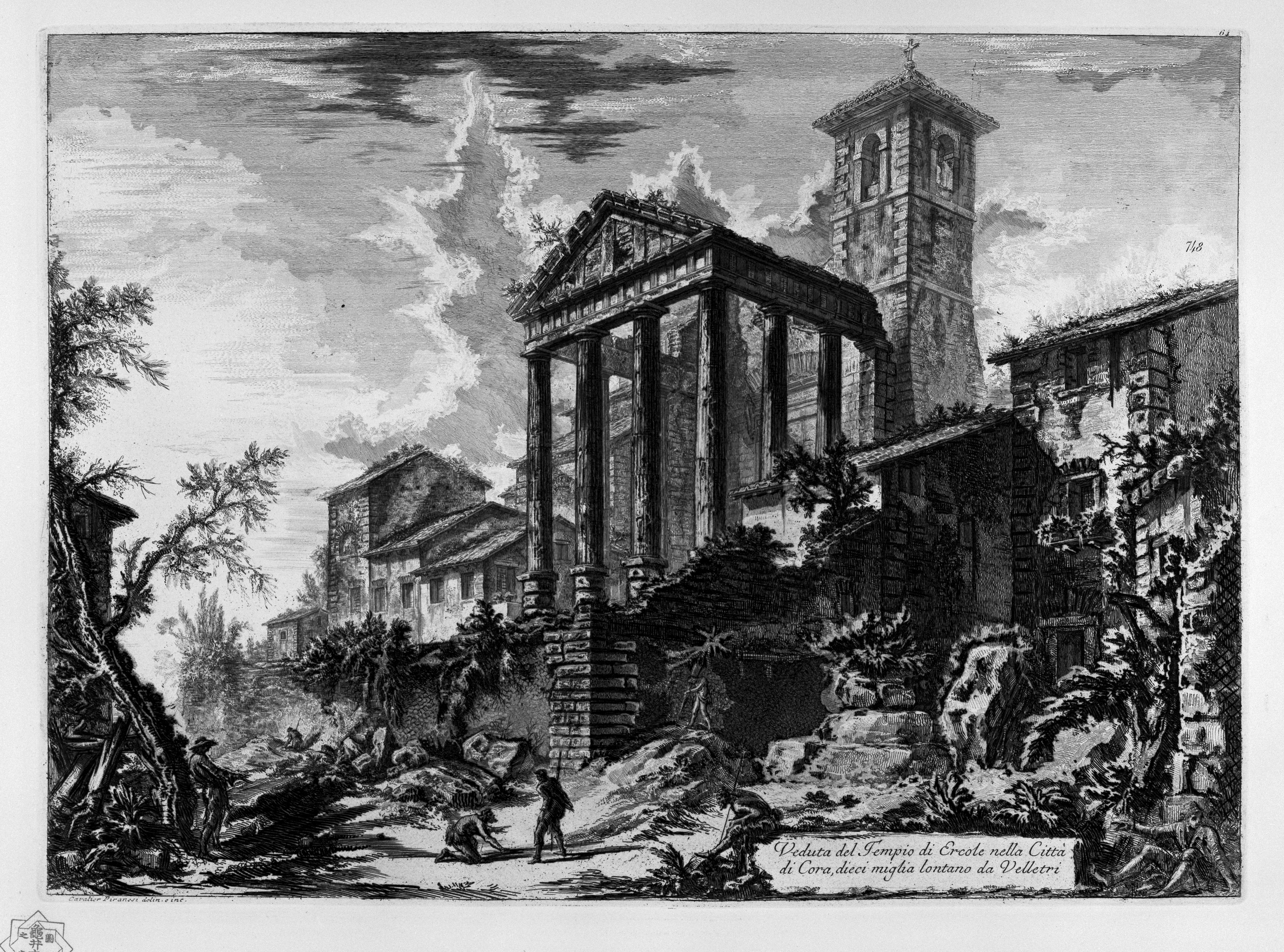
Vue du temple d'Hercule à Cori, Piranèse, vers 1748-1774.

- Vers 85 av. J.-C. : construction du sanctuaire de la Fortuna Primigenia à Palestrina. Temple de Cori (Latium)[2].

- 83-69 av. J.-C. : reconstruction du Temple de Jupiter capitolin à Rome[2].
- Vers 82 av. J.-C. : construction de l'amphithéâtre de Pompéi[2].
- Vers 75 av. J.-C. : reconstruction du temple de Portunus sur le Forum Boarium à Rome[3].
- Après 63 av. J.-C. : Lucullus construit à Rome ses grands jardins avec statues (date approximative)[4].

- 62 av. J.-C. : 

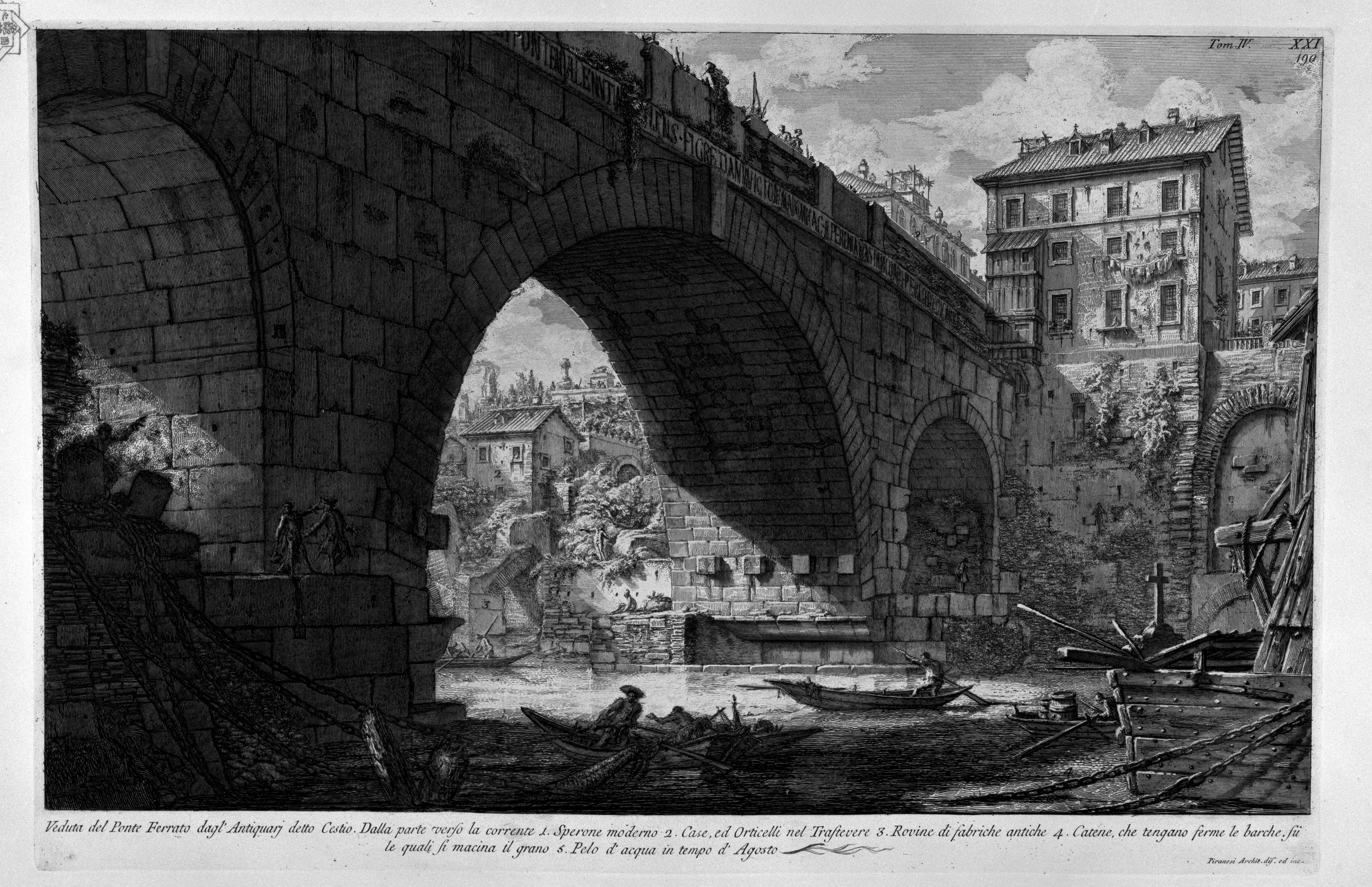
Le pont Cestius vu par Le Piranèse.

  - début de la construction du mausolée du roi Antiochus Theos de Commagène sur le Nemrut Dağı[5].
  - construction du pont Fabricius sur l’île Tibérine à Rome[6].
- Entre 62 et 44 av. J.-C. : construction du Pont Cestius à Rome[7].
- 55 av. J.-C. : inauguration du théâtre de Pompée, le premier théâtre permanent construit en pierre à Rome[8].

- Vers 50 av. J.-C.-50 :

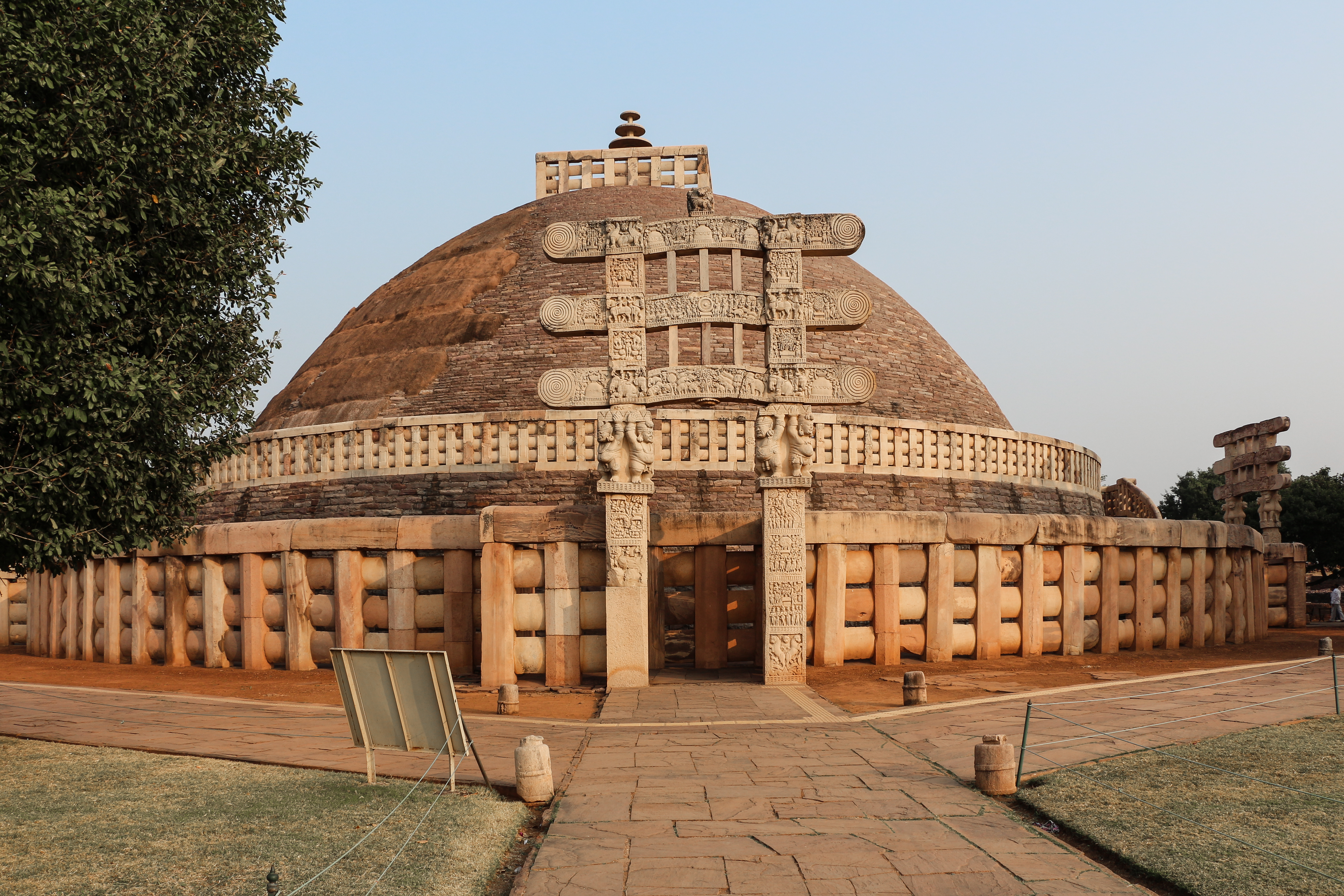
Grand stūpa de Sanchi

  - construction du grand stūpa de Sanchi[9]. En Inde, à l’époque des dynasties Shunga (185-73 av. J.-C.), Kanva (72-27 av. J.-C.) et Andhra, l’architecture bouddhique se différencie. Outre des stūpa, on construit des monastères (vihâra). À l’origine construits en bois, ceux que l’on connaît sont creusés dans le roc, tout comme les salles chaitya contenant un stūpa. Les dimensions des stūpa s’accroissent au fil du temps.
  - construction de la « Tour des Vents » à Athènes pour abriter l’horloge hydraulique d’Andronicus de Cyrrhus[10].
- 46 av. J.-C. : inauguration du forum de César, de la basilique Julia et du temple de Vénus Genitrix à Rome[11].
- 44-13 av. J.-C. : construction du théâtre de Marcellus à Rome[7].
- 33 av. J.-C. : grands travaux à Rome. Construction de l'Aqueduc de l'Aqua Julia par Agrippa[12].
- 33-12 av. J.-C. : construction de l'Aqueduc d'Auguste à Naples[13].

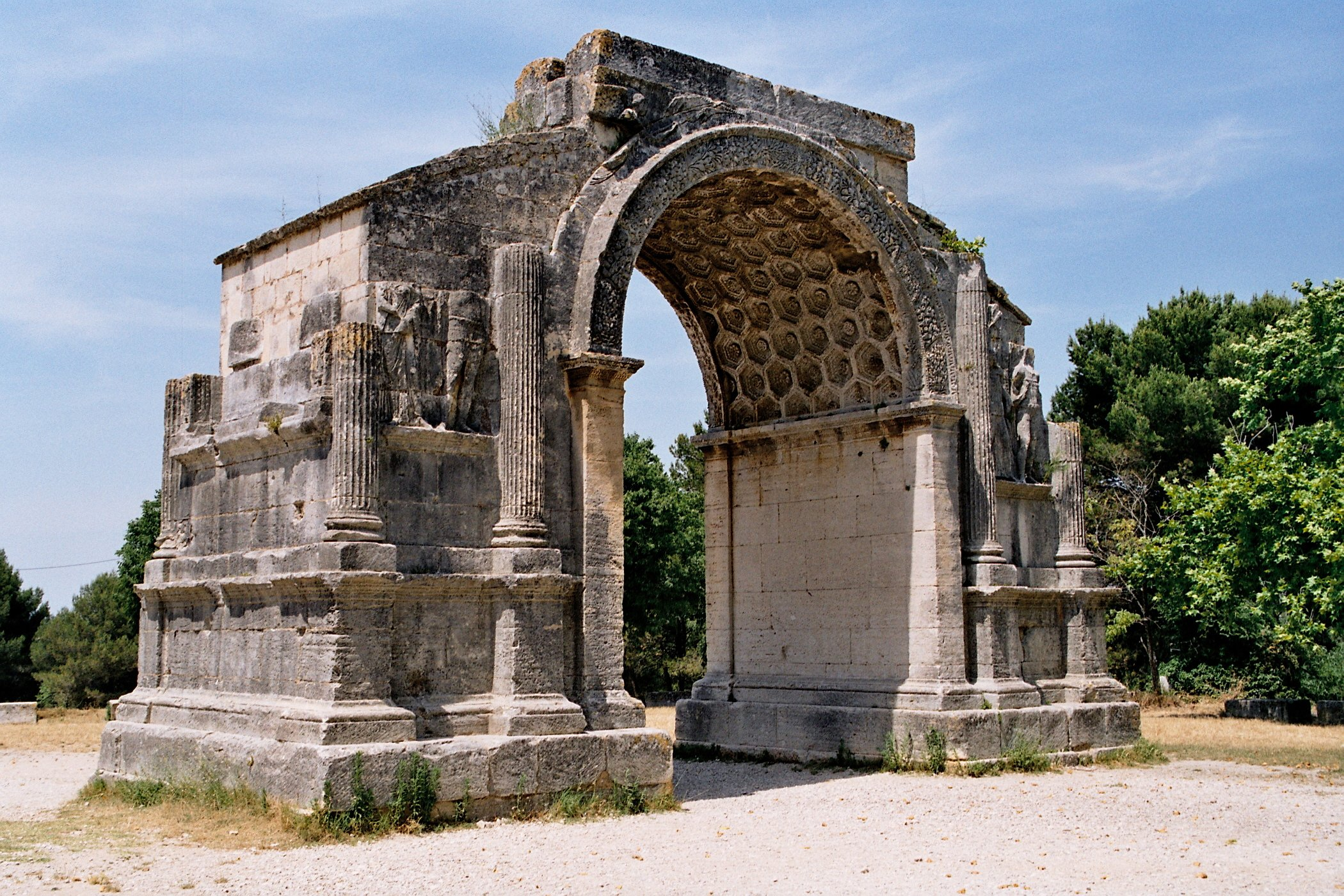
Arc de triomphe de Glanum.

- Vers 30-9 av. J.-C. : construction du temple de Khirbet Tannour en Nabatène[2]
- Vers 30-20 av. J.-C. : 
  - construction d'un forum, de cryptoportiques, d'arcs monumentaux et d'un théâtre à Arles[14].
  - construction d'un mausolée et d'un arc de triomphe à Glanum (aujourd'hui Saint-Rémy-de-Provence)[15].
- 29 av. J.-C. : Octave inaugure le temple de César divinisé sur le forum et la nouvelle curie. Début de la construction de l'Arc d'Auguste, du Mausolée d'Auguste et de l'Amphithéâtre de Statilius Taurus à Rome[16].
- 27 av. J.-C. : 
  - construction du viaduc de Narni[17].
  - construction d'un arc de triomphe à Ariminum (aujourd'hui Rimini)[17].
- 27-25 av. J.-C. : construction du Panthéon d’Agrippa à Rome[16].
- Après 27 av. J.-C. : l'Agora romaine d'Athèmes est achevée par Auguste[18].
- 25 av. J.-C. : 
  - Rome : construction des Thermes d'Agrippa[19] et de la basilique de Neptune.
  - construction de l'Arc de triomphe d’Aoste.
- 25-13 av. J.-C. : le roi de Judée Hérode Ier le Grand, utilisant la technologie romaine, se lance dans de grands travaux de construction : temple de Jérusalem, la citadelle de Jérusalem, Césarée, Sebaste, Hérodion[20]...
- Vers 24 av. J.-C. : Agrippa fait construire à Emerita Augusta (Mérida en Espagne) un arc de triomphe, un théâtre, un amphithéâtre, trois aqueducs, le temple de Mars et deux ponts[21].
- -23 av. J.-C. : achèvement du Portique d'Octavie[22].
- 19-13 av. J.-C. : construction du Théâtre de Balbus à Rome.

- 19 av. J.-C. :

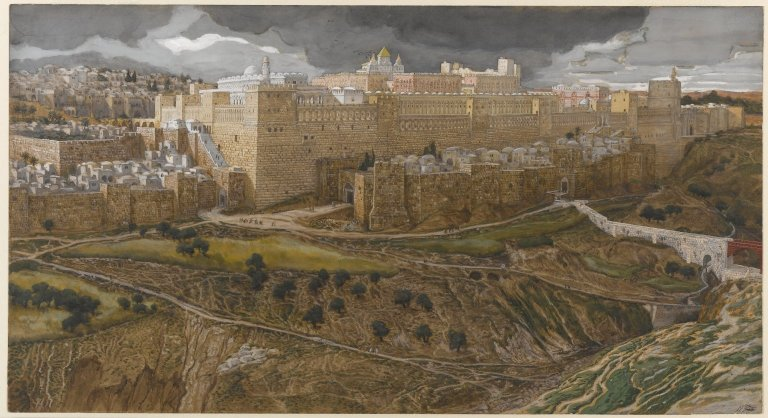
Reconstitution du temple d'Hérode. Angle sud-est. - James Tissot, vers 1886-1894.

  - Hérode Ier le Grand initie la rénovation du Temple de Jérusalem, créant le Temple d'Hérode[23].
  - inauguration de l'Aqueduc de l'Aqua Virgo[16].

- 18-12 av. J.-C. : construction à Rome de la pyramide de Cestius[24].
- 16-15 av. J.-C. : 
  - inauguration du théâtre de Mérida[25].
  - construction de l'enceinte de Nîmes, incluant la Tour Magne, monument pré-romain du IIIe siècle av. J.-C.[26].
- Vers 15 av. J.-C. : construction du théâtre de Lyon et de l'Arc de triomphe de Carpentras[27].
- 13 av. J.-C. : achèvement du théâtre de Marcellus à Rome[16].
- 13-9 av. J.-C. : construction de l'Ara Pacis (Autel de la paix d'Auguste)[28].

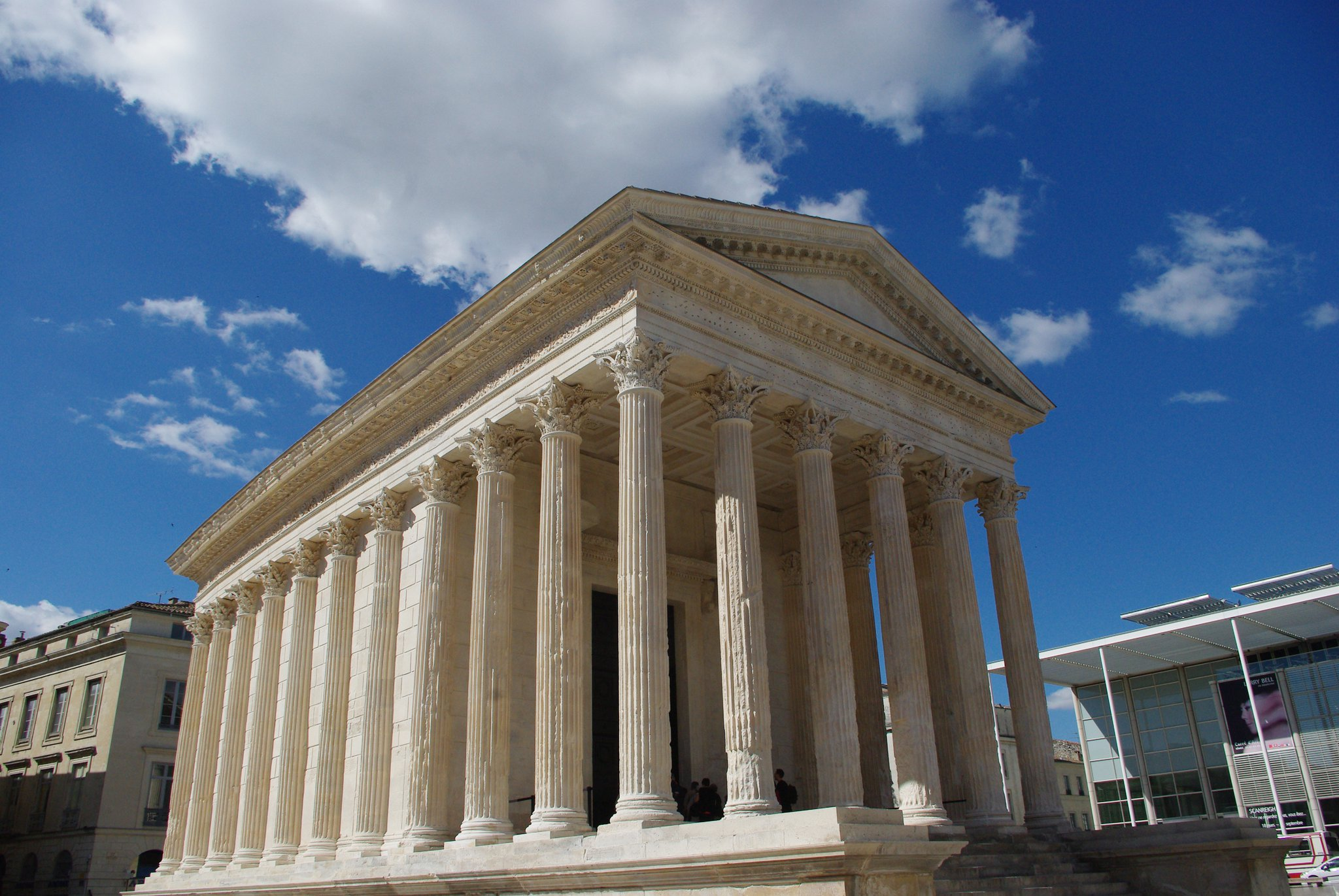
Maison Carrée.

- Avant 12 av. J.-C. : construction de la Maison Carrée à Nîmes (date approximative)[29].
- 8 av. J.-C. :
  - dédicace de l'arc de triomphe de Suse (Italie)[30].
  - inauguration de l'amphithéâtre de Mérida[31].
- 7 av. J.-C. : dédicace du Portique de Livie dans le quartier du Subure à Rome[32].

- 7-6 av. J.-C. : Auguste dresse le trophée des Alpes[33].
- 3 av. J.-C. : construction du Pont Julien[34].
- 2 av. J.-C. : inauguration du Forum d'Auguste et du temple de Mars vengeur à Rome. Achèvement de l'Aqueduc de l'Aqua Alsietina[16].

- Construction du Pont Flavien à Saint-Chamas (Bouches du Rhône) à la fin du siècle[35].